# مبارك الدويلة
مبارك فهد علي فهد محمد فهد الدويلة (1954 -)، نائب سابق في مجلس الأمة الكويتي ، ومهندس ميكانيكي.

## عن حياته
مبارك الدويلة مواليد الفروانية، الكويت (1954) يحمل شهادة الهندسة الميكانيكية من الولايات المتحدة الأمريكية، وهو رئيس اتحاد المكاتب الهندسية في دولة الكويت، وهو عضو الأمانة العامة وأحد مؤسسي الحركة الدستورية الإسلامية، كما انه كاتب زاوية أسبوعية بصحيفة القبس الكويتية، يتبنى فكر جماعة الإخوان المسلمين ويدعو لوسطية وشمولية وعملية فهم الإسلام، ولدية العديد من المقالات.

## حياته البرلمانية
شارك في انتخابات مجلس الأمة الكويتي 1985 في الدائرة السادسة عشر، وحصل على المركز الأول برصيد 1106 صوت وفاز بالانتخابات، وشارك في انتخابات مجلس الأمة الكويتي 1992 في الدائرة السادسة عشر، وحصل على المركز الأول برصيد 2193 صوت وفاز بالانتخابات، وشارك في انتخابات مجلس الأمة الكويتي 1996 في الدائرة السادسة عشر، وحصل على المركز الثاني برصيد 2098 صوت وفاز بالانتخابات، وشارك في انتخابات مجلس الأمة الكويتي 1999 في الدائرة السادسة عشر، وحصل على المركز الأول برصيد 2584 صوت وفاز بالانتخابات، وشارك في انتخابات مجلس الأمة الكويتي 2003 في الدائرة السادسة عشر، وحصل على المركز الرابع برصيد 1821 صوت وخسر الانتخابات.